# جورج كواسي
جورج كواسي (مواليد 6 يناير 1988) لاعب كرة قدم غاني من أصول أوغندية يحمل الجنسية القطرية.
كانت بداياته مع نادي معيذر و انتقل إلى الغرافة عام 2008 ثم إلى السيلية عام 2017 و نادي معيذر.

## روابط خارجية
- جورج كواسي على موقع ناشيونال فوتبول تيمز (الإنجليزية)
- جورج كواسي على موقع Soccerway.com (الإنجليزية)